# Jean Alesi
Jean Robert Alesi (Aviñón, Vaucluse, Francia, 11 de junio de 1964), nacido como Giovanni Roberto Alesi, es un expiloto de automovilismo francés de origen italiano (siciliano). Disputó 202 Grandes Premios de Fórmula 1 para Ferrari y Benetton entre otras escuderías. Obtuvo una sola victoria en el Gran Premio de Canadá de 1995 y 32 podios; además resultó cuarto en los campeonatos 1996 y 1997, quinto en 1994 y 1995, sexto en 1993 y séptimo en 1991 y 1992.
Tras abandonar la Fórmula 1, Alesi participó en DTM para la marca Mercedes-Benz desde 2002 hasta 2006.

## Carrera

### Inicios
La Carrera Profesional de Jean Alesi inicia en 1985 con su participación en la Fórmula 3 con el Dallara Alfa Romeo. En las temporadas 1985 y 1986 cumple con excelentes participaciones en esta competitiva categoría, lo que lo catapulta tras distintos problemas en 1987, a participar en la Fórmula 3000 Internacional en 1988 con el equipo Oreca. Sin embargo, una serie de problemas que no solo afectaron al novato Alesi sino que a sus compañeros de equipo Johnny Herbert y Roberto Moreno lo que desmoralizó totalmente al joven piloto francés que estuvo a punto de dejar la actividad, sino hubiese sido por la oferta de Eddie Jordan para competir en su equipo de F3000 en 1989. Alesi le retribuyó esta oportunidad con el triunfo sin apelación en el campeonato de ese año, lo que le valió a Alesi un contrato como piloto de pruebas para el equipo Tyrrell de Fórmula 1.

### Fórmula 1

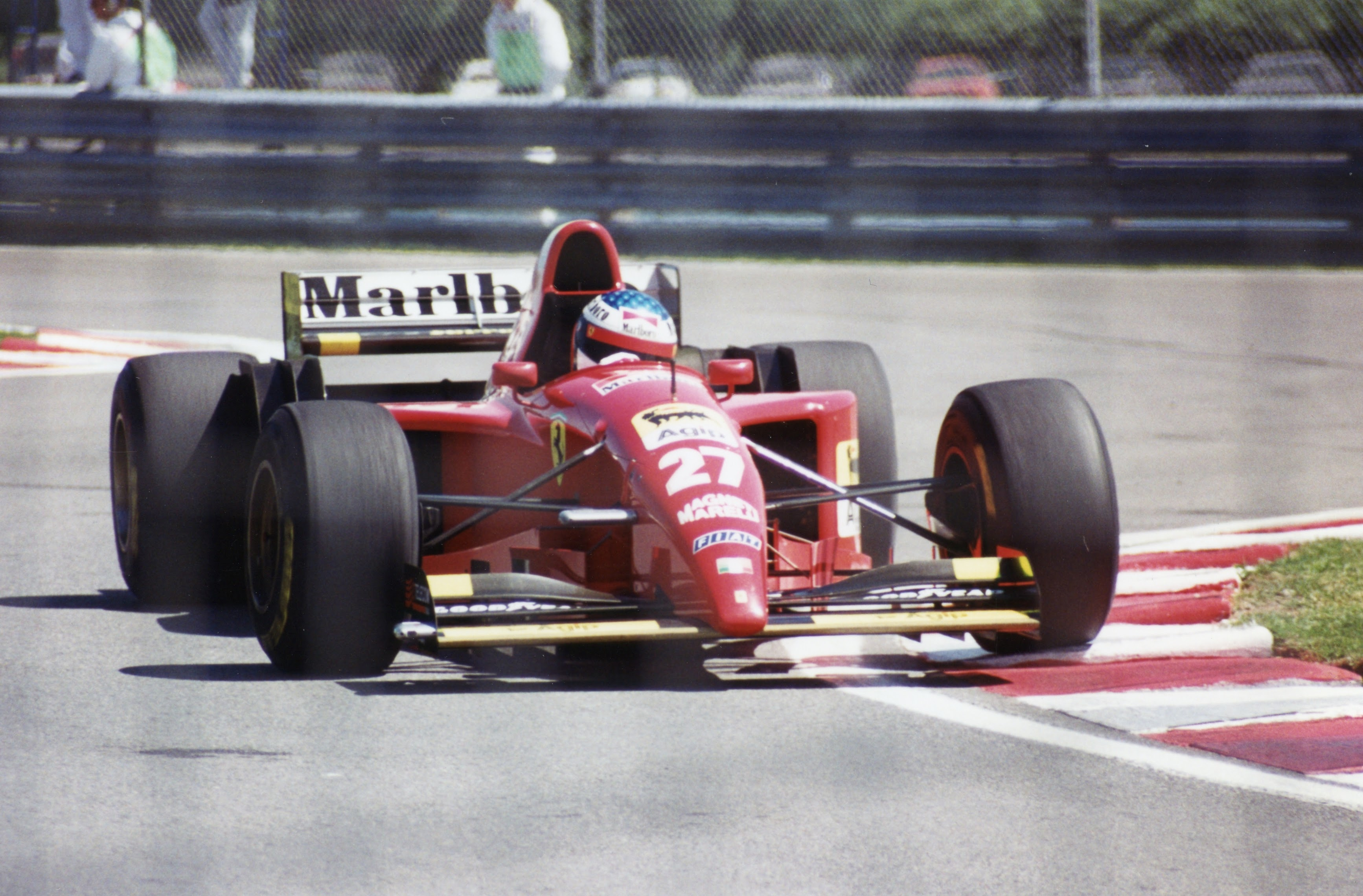
Jean Alesi logró su único triunfo en Fórmula 1 con este Ferrari en el Gran Premio de Canadá en.

Alesi reemplazó a Michele Alboreto en el Gran Premio de Francia de la temporada 1989 en el equipo Tyrrell. Alesi definitivamente tuvo un debut que ilusionó. En su primera carrera estuvo largo tiempo detrás del experimentado campeón mundial Alain Prost en el segundo puesto, y terminó definitivamente cuarto, lo cual era un resultado notable para un piloto debut, además detrás de tres consagrados como Prost, Nigel Mansell y Riccardo Patrese. 
La temporada siguiente, 1990 en el Gran Premio de Estados Unidos en Phoenix, Alesi volvió a sorprender al mundo del motor obteniendo un impresionante segundo puesto con el Tyrrell, llegando incluso a liderar un par de vueltas, hasta que fue superado por el tricampeón mundial Ayrton Senna quien se llevaría el trofeo de ganador. Pero Alesi había cumplido su cometido, y había llamado la atención de dos de los equipos más importantes de Fórmula 1: Williams y Ferrari querían sus servicios para acompañar a Nigel Mansell y Alain Prost respectivamente. Alesi reconoció años después que no decidió bien al elegir a la marca italiana con base en Maranello, decidiendo más con el corazón que con la cabeza: Williams era la opción que prometía triunfos, Ferrari podía prometer ser una leyenda. El joven Jean eligió la segunda opción.
Sin embargo, desde el principio se vio que la relación no traería demasiadas alegrías. Alesi sufrió cuatro años con un equipo Ferrari extrañamente poco competitivo, que casi se conformaba con salir cuarto o quinto en el campeonato mundial, siendo desplazado por McLaren, Williams y Benetton. 
Alesi ganó una carrera con Ferrari, la única carrera que ganaría en Fórmula 1. El Gran Premio de Canadá de la temporada 1995 sería el gran día para Jean tras tanto penar con un auto poco fiable y poco competitivo. Pero para la temporada 1996, Ferrari ya había contratado a Michael Schumacher que llevaría el inevitable número uno en el equipo. Tras está situación Alesi decidió abandonar el equipo.
Tras esto, Alesi solo pasó de equipo en equipo sin mayor éxito. En 1996 y 1997 corrió para Benetton, que tuvo dos temporadas frustrantes comparados con el dominio que impusieron con Schumacher en 1994 y 1995. 
En los dos años siguientes a bordo del Sauber se mostró un Alesi probablemente en su mejor momento, corriendo más tranquilo que antes en Ferrari, pero claramente el auto no estaba para llegar más allá del cuarto puesto. Solo obtuvo un podio en el Gran Premio de Bélgica de 1998. Así Alesi volvería a frustrarse y pasar a ser piloto del equipo propiedad de su excompañero de equipo, Alain Prost en la temporada 2000. Solo más frustración, con un auto poco fiable que terminaría último en el campeonato. Esto que concluiría cuando Alesi cortó su contrato con Prost a mitad de la temporada 2001 pasándose al equipo Jordan para reemplazar al despedido Heinz-Harald Frentzen por unas cuantas carreras. Con este equipo pudo llegar en el Gran Premio de los Estados Unidos a su Gran Premio Número 200, todo un hito para él, después de 10 años de ininterrumpida carrera. 
Tras lograr aquella cifra, Alesi se retiró de Fórmula 1 a final de temporada,

### Últimos años y retiro

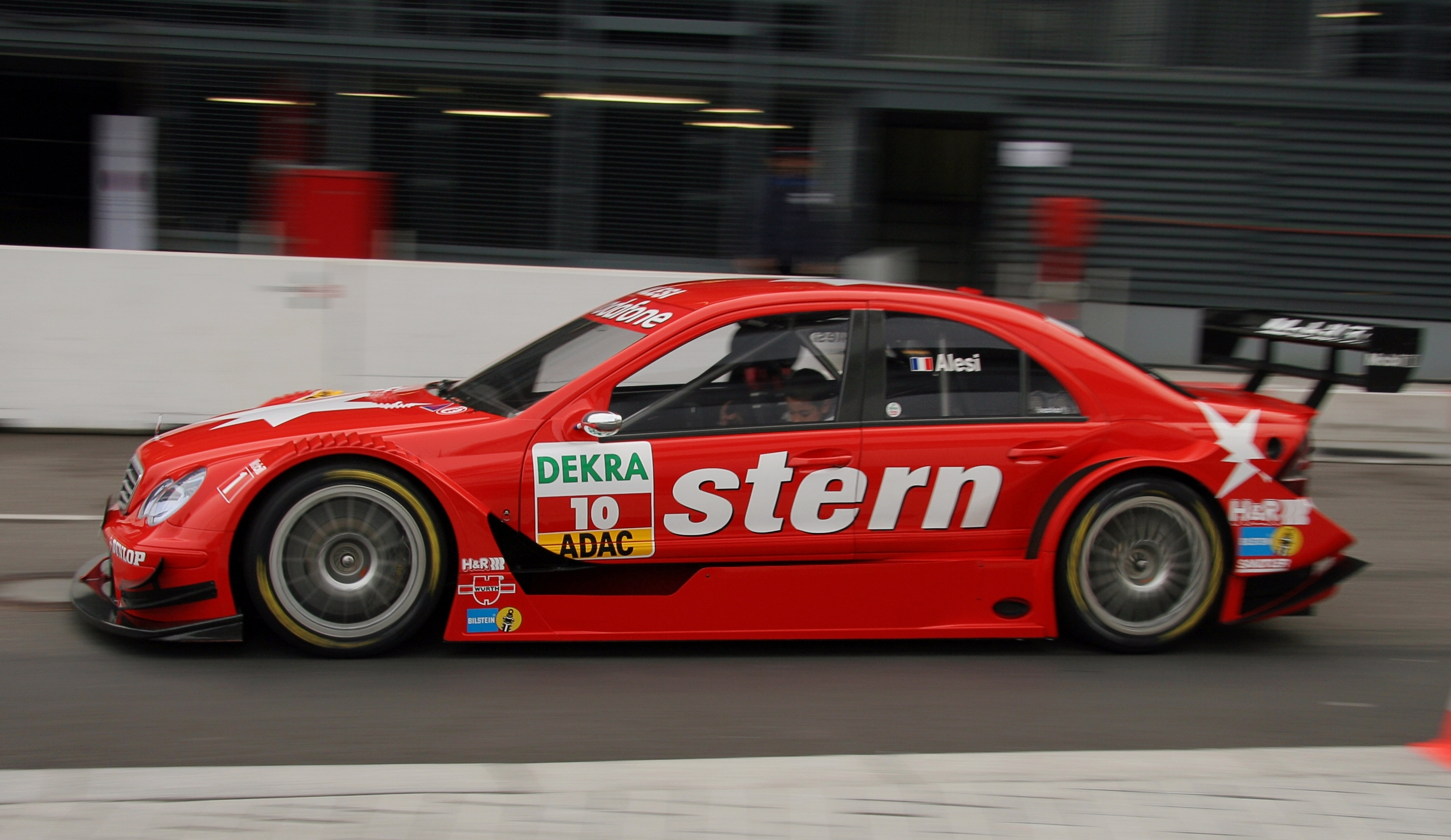
Jean Alesi en el DTM.

Tras una temporada de receso, en 2002 ingresó al DTM con Mercedes-Benz, donde consiguió cinco triunfos y dos quintos puestos de campeonato en 2002 y 2003.
Después de muchos años de haberse retirado de los monoplazas, Alesi compitió en las 500 Millas de Indianápolis de 2012 con el equipo Fan Force United. Largó 33.º y tuvo que retirarse por recibir bandera negra por no alcanzar el 105% de velocidad para poder arrancar la prueba. Ese mismo año, el piloto francés decidió dejar la competición.

## Vida personal
Jean está casado con la actriz, modelo y cantante Kumiko Goto, con quien tuvo cuatro hijos, entre ellos Giuliano, quien también es piloto; perteneció a la Academia de pilotos de Ferrari y corrió en Fórmula 2. Actualmente corre en Japón en los campeonatos Super Fórmula y Super Fórmula Lights.

## Resumen de carrera
| Temporada | Categoría                    | Equipo                      | Carreras | Victorias | Poles | VR | Podios | Puntos | Pos. |
| --------- | ---------------------------- | --------------------------- | -------- | --------- | ----- | -- | ------ | ------ | ---- |
| 1988      | Fórmula 3000 Internacional   | Oreca                       | 11       | 0         | 0     | 0  | 1      | 11     | 10.º |
| 1989      | Fórmula 3000 Internacional   | Eddie Jordan Racing         | 9        | 3         | 2     | 1  | 4      | 39     | 1.º  |
| 1989      | Fórmula 1                    | Tyrrell Racing Organisation | 8        | 0         | 0     | 0  | 0      | 8      | 9.º  |
| 1989      | Fórmula 3000 Japonesa        | Team Kygnus Tonen           | 2        | 0         | 0     | 0  | 0      | 0      | NC   |
| 1989      | 24 Horas de Le Mans          | Team Schuppan               | 1        | 0         | 0     | 0  | 0      | N/A    | DNF  |
| 1990      | Fórmula 1                    | Tyrrell Racing Organisation | 15       | 0         | 0     | 0  | 2      | 13     | 9.º  |
| 1991      | Fórmula 1                    | Scuderia Ferrari SpA        | 16       | 0         | 0     | 1  | 3      | 21     | 7.º  |
| 1992      | Fórmula 1                    | Scuderia Ferrari SpA        | 16       | 0         | 0     | 0  | 2      | 18     | 7.º  |
| 1993      | Fórmula 1                    | Scuderia Ferrari            | 16       | 0         | 0     | 0  | 2      | 16     | 6.º  |
| 1994      | Fórmula 1                    | Scuderia Ferrari            | 14       | 0         | 1     | 0  | 4      | 24     | 5.º  |
| 1995      | Fórmula 1                    | Scuderia Ferrari            | 17       | 1         | 0     | 1  | 5      | 42     | 5.º  |
| 1996      | Fórmula 1                    | Mild Seven Benetton Renault | 16       | 0         | 0     | 2  | 8      | 47     | 4.º  |
| 1997      | Fórmula 1                    | Mild Seven Benetton Renault | 17       | 0         | 1     | 0  | 5      | 36     | 4.º  |
| 1998      | Fórmula 1                    | Red Bull Sauber Petronas    | 16       | 0         | 0     | 0  | 1      | 9      | 11.º |
| 1999      | Fórmula 1                    | Red Bull Sauber Petronas    | 16       | 0         | 0     | 0  | 0      | 2      | 15.º |
| 2000      | Fórmula 1                    | Gauloises Prost Peugeot     | 16       | 0         | 0     | 0  | 0      | 0      | 22.º |
| 2001      | Fórmula 1                    | Prost Acer                  | 12       | 0         | 0     | 0  | 0      | 5      | 15.º |
| 2001      | Fórmula 1                    | B&H Jordan Honda            | 5        | 0         | 0     | 0  | 0      | 5      | 15.º |
| 2002      | Deutsche Tourenwagen Masters | HWA Team                    | 20       | 2         | 1     | 1  | 4      | 24     | 5.º  |
| 2003      | Deutsche Tourenwagen Masters | HWA Team                    | 10       | 2         | 0     | 0  | 2      | 42     | 5.º  |
| 2004      | Deutsche Tourenwagen Masters | HWA Team                    | 10       | 0         | 2     | 0  | 1      | 19     | 7.º  |
| 2005      | Deutsche Tourenwagen Masters | HWA Team                    | 11       | 1         | 0     | 0  | 1      | 22     | 7.º  |
| 2006      | Deutsche Tourenwagen Masters | Persson Motorsport          | 10       | 0         | 0     | 0  | 0      | 15     | 9.º  |
| 2008      | Speedcar Series              | Speedcar Team               | 8        | 2         | 1     | 1  | 5      | 40     | 4.º  |
| 2008-09   | Speedcar Series              | HPR                         | 9        | 3         | 0     | 1  | 3      | 38     | 5.º  |
| 2010      | Le Mans Series - GT2         | AF Corse                    | 5        | 0         | 0     | ?  | 3      | 66     | 2.º  |
| 2010      | 24 Horas de Le Mans          | AF Corse                    | 1        | 0         | 0     | 0  | 0      | N/A    | 16.º |
| 2012      | IndyCar Series               | Fan Force United            | 1        | 0         | 0     | 0  | 0      | 13     | 34.º |
| Fuente:   |                              |                             |          |           |       |    |        |        |      |

## Resultados

### Fórmula 3000 International
(Clave) (negrita indica pole position) (cursiva indica vuelta rápida)

| Año  | Escudería           | 1      | 2       | 3     | 4     | 5       | 6     | 7       | 8       | 9       | 10    | 11    | Pos. | Puntos |
| ---- | ------------------- | ------ | ------- | ----- | ----- | ------- | ----- | ------- | ------- | ------- | ----- | ----- | ---- | ------ |
| 1988 | Oreca               | JER 11 | VAL 9   | PAU 2 | SIL 5 | MNZ Ret | PER 6 | BRH Ret | BIR Ret | BUG Ret | ZOL 9 | DIJ 5 | 10.º | 11     |
| 1989 | Eddie Jordan Racing | SIL 4  | VAL Ret | PAU 1 | JER 5 | PER Ret | BRH 2 | BIR 1   | SPA 1   | BUG 6   | DIJ   |       | 1.º  | 39     |

### Fórmula 3000 Japonesa
(Clave) (negrita indica pole position) (cursiva indica vuelta rápida)

| Año  | Escudería         | 1       | 2       | 3   | 4   | 5   | 6   | 7   | 8   | Pos. | Puntos |
| ---- | ----------------- | ------- | ------- | --- | --- | --- | --- | --- | --- | ---- | ------ |
| 1989 | Team Kygnus Tonen | SUZ Ret | FUJ Ret | MIN | SUZ | SUG | FUJ | SUZ | SUZ | NC   | 0      |

### Fórmula 1
(Clave) (negrita indica pole position) (cursiva indica vuelta rápida)

| Año     | Escudería                   | 1       | 2       | 3       | 4       | 5       | 6       | 7       | 8       | 9       | 10      | 11      | 12      | 13      | 14      | 15      | 16      | 17      | Pos. | Puntos |
| ------- | --------------------------- | ------- | ------- | ------- | ------- | ------- | ------- | ------- | ------- | ------- | ------- | ------- | ------- | ------- | ------- | ------- | ------- | ------- | ---- | ------ |
| 1989    | Tyrrell Racing Organisation | BRA     | SMR     | MON     | MEX     | USA     | CAN     | FRA 4   | GBR Ret | GER 10  | HUN 9   | BEL     | ITA 5   | POR     | ESP 4   | JPN Ret | AUS Ret |         | 9.º  | 8      |
| 1990    | Tyrrell Racing Organisation | USA 2   | BRA 7   | SMR 6   | MON 2   | CAN Ret | MEX 7   | FRA Ret | GBR 8   | GER 11  | HUN Ret | BEL 8   | ITA Ret | POR 8   | ESP Ret | JPN DNS | AUS 8   |         | 9.º  | 13     |
| 1991    | Scuderia Ferrari SpA        | USA 12  | BRA 6   | SMR Ret | MON 3   | CAN Ret | MEX Ret | FRA 4   | GBR Ret | GER 3   | HUN 5   | BEL Ret | ITA Ret | POR 3   | ESP 4   | JPN Ret | AUS Ret |         | 7.º  | 21     |
| 1992    | Scuderia Ferrari SpA        | RSA Ret | MEX Ret | BRA 4   | ESP 3   | SMR Ret | MON Ret | CAN 3   | FRA Ret | GBR Ret | GER 5   | HUN Ret | BEL Ret | ITA Ret | POR Ret | JPN 5   | AUS 4   |         | 7.º  | 18     |
| 1993    | Scuderia Ferrari            | RSA Ret | BRA 8   | EUR Ret | SMR Ret | ESP Ret | MON 3   | CAN Ret | FRA Ret | GBR 9   | GER 7   | HUN Ret | BEL Ret | ITA 2   | POR 4   | JPN Ret | AUS 4   |         | 6.º  | 16     |
| 1994    | Scuderia Ferrari            | BRA 3   | PAC     | SMR     | MON 5   | ESP 4   | CAN 3   | FRA Ret | GBR 2   | GER Ret | HUN Ret | BEL Ret | ITA Ret | POR Ret | EUR 10  | JPN 3   | AUS 6   |         | 5.º  | 24     |
| 1995    | Scuderia Ferrari            | BRA 5   | ARG 2   | SMR 2   | ESP Ret | MON Ret | CAN 1   | FRA 5   | GBR 2   | GER Ret | HUN Ret | BEL Ret | ITA Ret | POR 5   | EUR 2   | PAC 5   | JPN Ret | AUS Ret | 5.º  | 42     |
| 1996    | Mild Seven Benetton Renault | AUS Ret | BRA 2   | ARG 3   | EUR Ret | SMR 6   | MON Ret | ESP 2   | CAN 3   | FRA 3   | GBR Ret | GER 2   | HUN 3   | BEL 4   | ITA 2   | POR 4   | JPN Ret |         | 4.º  | 47     |
| 1997    | Mild Seven Benetton Renault | AUS Ret | BRA 6   | ARG 7   | SMR 5   | MON Ret | ESP 3   | CAN 2   | FRA 5   | GBR 2   | GER 6   | HUN 11  | BEL 8   | ITA 2   | AUT Ret | LUX 2   | JPN 5   | EUR 13  | 4.º  | 36     |
| 1998    | Red Bull Sauber Petronas    | AUS Ret | BRA 9   | ARG 5   | SMR 6   | ESP 10  | MON 12  | CAN Ret | FRA 7   | GBR Ret | AUT Ret | GER 10  | HUN 7   | BEL 3   | ITA 5   | LUX 10  | JPN 7   |         | 11.º | 9      |
| 1999    | Red Bull Sauber Petronas    | AUS Ret | BRA Ret | SMR 6   | MON Ret | ESP Ret | CAN Ret | FRA Ret | GBR 14  | AUT Ret | GER 8   | HUN 16  | BEL 9   | ITA 9   | EUR Ret | MYS 7   | JPN 6   |         | 15.º | 2      |
| 2000    | Gauloises Prost Peugeot     | AUS Ret | BRA Ret | SMR Ret | GBR 10  | ESP Ret | EUR 9   | MON Ret | CAN Ret | FRA 14  | AUT Ret | GER Ret | HUN Ret | BEL Ret | ITA 12  | USA Ret | JPN Ret | MYS 11  | 22.º | 0      |
| 2001    | Prost Acer                  | AUS 9   | MYS 9   | BRA 8   | SMR 9   | ESP 10  | AUT 10  | MON 6   | CAN 5   | EUR 15  | FRA 12  | GBR 11  | GER 6   |         |         |         |         |         | 15.º | 5      |
| 2001    | B&H Jordan Honda            |         |         |         |         |         |         |         |         |         |         |         |         | HUN 10  | BEL 6   | ITA 8   | USA 7   | JPN Ret | 15.º | 5      |
| Fuente: |                             |         |         |         |         |         |         |         |         |         |         |         |         |         |         |         |         |         |      |        |

### 24 Horas de Le Mans
| Año  | Escudería     | Copilotos                          | Automóvil        | Clase | Vueltas | Pos. | Pos. Clase |
| ---- | ------------- | ---------------------------------- | ---------------- | ----- | ------- | ---- | ---------- |
| 1989 | Team Schuppan | Will Hoy Dominic Dobson            | Porsche 962C     | C1    | 69      | DNF  | DNF        |
| 2010 | AF Corse      | Giancarlo Fisichella Toni Vilander | Ferrari F430 GT2 | GT2   | 323     | 16.º | 4.º        |

### Deutsche Tourenwagen Masters
(Clave) (negrita indica pole position) (cursiva indica vuelta rápida)

| Año  | Escudería          | Automóvil                  | 1        | 2        | 3        | 4         | 5        | 6        | 7         | 8          | 9        | 10       | 11        | 12       | 13        | 14         | 15       | 16       | 17        | 18       | 19         | 20         | Pos. | Puntos |
| ---- | ------------------ | -------------------------- | -------- | -------- | -------- | --------- | -------- | -------- | --------- | ---------- | -------- | -------- | --------- | -------- | --------- | ---------- | -------- | -------- | --------- | -------- | ---------- | ---------- | ---- | ------ |
| 2002 | HWA Team           | AMG-Mercedes CLK-DTM       | HOC QR 8 | HOC CR 3 | ZOL QR 9 | ZOL CR 10 | DON QR 1 | DON CR 1 | SAC QR 16 | SAC CR Ret | NOR QR 5 | NOR CR 4 | LAU QR 14 | LAU CR 8 | NÜR QR 11 | NÜR CR Ret | A1R QR 4 | A1R CR 3 | ZAN QR 14 | ZAN CR 8 | HOC QR Ret | HOC CR Ret | 5.º  | 24     |
| 2003 | HWA Team           | AMG-Mercedes CLK 2003      | HOC 4    | ADR 7    | NÜR Ret  | LAU 5     | NOR 5    | DON 1    | NÜR 6     | A1R Ret    | ZAN 5    | HOC 1    |           |          |           |            |          |          |           |          |            |            | 5.º  | 42     |
| 2004 | HWA Team           | AMG-Mercedes C-Klasse 2004 | HOC Ret  | EST 7    | ADR 3    | LAU 5     | NOR 10   | SHA1 4   | NÜR 7     | OSC 10     | ZAN 11   | BRN 8    | HOC 5     |          |           |            |          |          |           |          |            |            | 7.º  | 19     |
| 2005 | HWA Team           | AMG-Mercedes C-Klasse 2005 | HOC 1    | LAU 7    | SPA 4    | BRN 9     | OSC 13   | NOR Ret  | NÜR 7     | ZAN Ret    | LAU 8    | IST 7    | HOC 13    |          |           |            |          |          |           |          |            |            | 7.º  | 22     |
| 2006 | Persson Motorsport | AMG-Mercedes C-Klasse 2005 | HOC 6    | LAU 7    | OSC 8    | BRH 6     | NOR Ret  | NÜR 4    | ZAN Ret   | CAT 14     | BUG 11   | HOC 8    |           |          |           |            |          |          |           |          |            |            | 9.º  | 15     |

- 1 La ronda de Shanghái fue una carrera fuera del campeonato.

### IndyCar Series
(Clave) (negrita indica pole position) (cursiva indica vuelta rápida)

| Año  | Escudería        | Motor | 1   | 2   | 3   | 4   | 5       | 6   | 7   | 8   | 9   | 10  | 11  | 12  | 13  | 14  | 15  | Pos. | Puntos |
| ---- | ---------------- | ----- | --- | --- | --- | --- | ------- | --- | --- | --- | --- | --- | --- | --- | --- | --- | --- | ---- | ------ |
| 2012 | Fan Force United | Lotus | STP | ALA | LBH | SAO | INDY 33 | DET | TXS | MIL | IOW | TOR | EDM | MDO | SNM | BAL | FON | 34.º | 13     |

#### 500 Millas de Indianápolis
| Año  | Chasis       | Motor | Inicio | Final | Equipo           |
| ---- | ------------ | ----- | ------ | ----- | ---------------- |
| 2012 | Dallara DW12 | Lotus | 33     | 33    | Fan Force United |